# Watermael-Boitsfort
Watermael-Boitsfort (franciául) vagy Watermaal-Bosvoorde (hollandul)  a belga Brüsszel fővárosi régiót alkotó 19 alapfokú közigazgatási egység, község egyike. Brüsszel délkeleti részén található, teljes területe 12.93 km², míg lakossága 24 121 fő. A kerület népsűrűsége 1,860 fő / km², ami a legalacsonyabb a brüsszeli kerületek között. A kerülettel szomszédos Uccle (Ukkel), Auderghem (Oudergem) és Ixelles (Elsene) községek, valamint Flamand-Brabant tartomány.

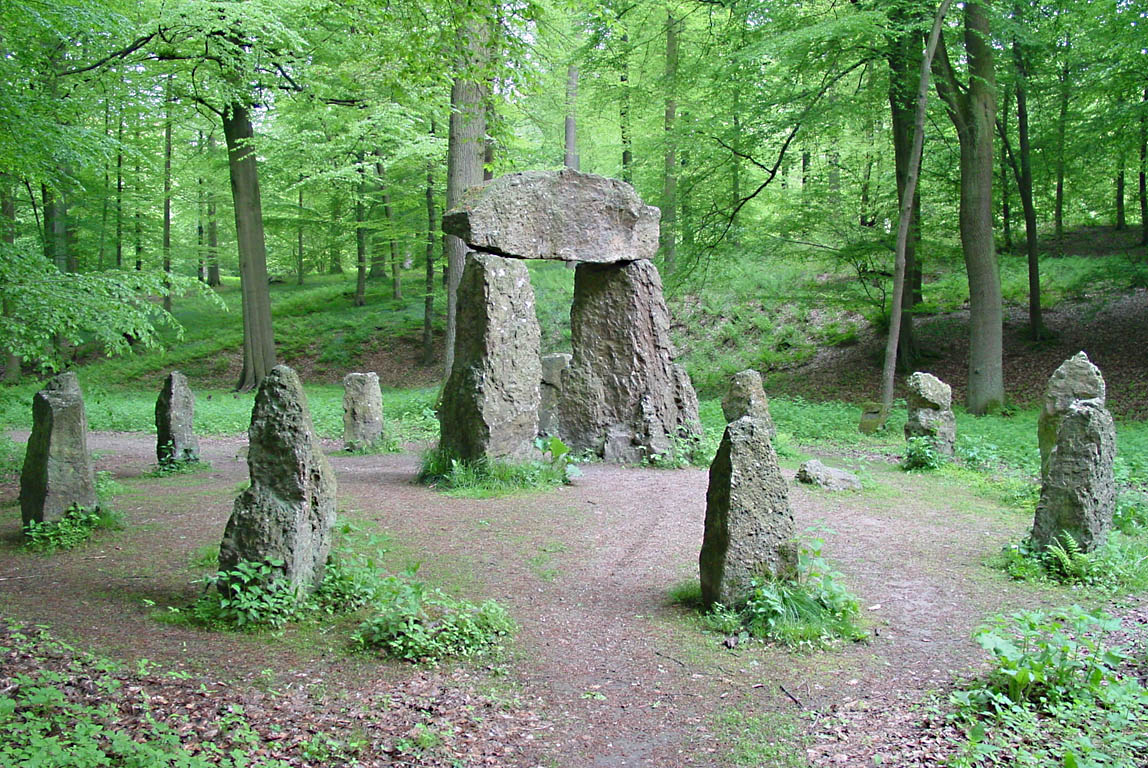
A Forêt de Soignes

A kerület területének mintegy 60%-át erdőség, a Soignes-i erdő itteni része teszi ki, és ezért kedvelt kiránduló-célpont.

## Története
A Brüsszel környéki erdőkben évszázadokig három önálló település létezett, Watermael, Boitsfort és Auderghem, közös irányítás alatt. 1795-ben a francia hódítás után a három település önállóvá vált, de 1800-ban Napóleon ismét egyesítette a településeket. Röviddel ezután Auderghem különvált és magára hagyta a Watermael-Boitsfort kettőst.
Watermael neve, amelyet először 888-ban említettek, a "water" (hollandul víz) és "mahl" (mallum, latinul) szavakból ered. A Boitsfort név eredete, amelyet 1227-ben említenek először, már nem ennyire világos: egy korabeli dokumentum alapján Godefroid de Boudesfort nevére lehet visszavezetni. Más értelmezések szerint a "Boud" vagy "Baldo" szavakat a Baudouin személynévre lehet visszavezetni, míg a "fort" megerősített helyet jelölt. Egy további értelmezés a 12. szd-i helyi nagyurakra, a Boote családra vezeti vissza az elnevezés eredetét.
Az összevont település első polgármestere François Vancampenhout volt 1811-től.

## Látnivalók

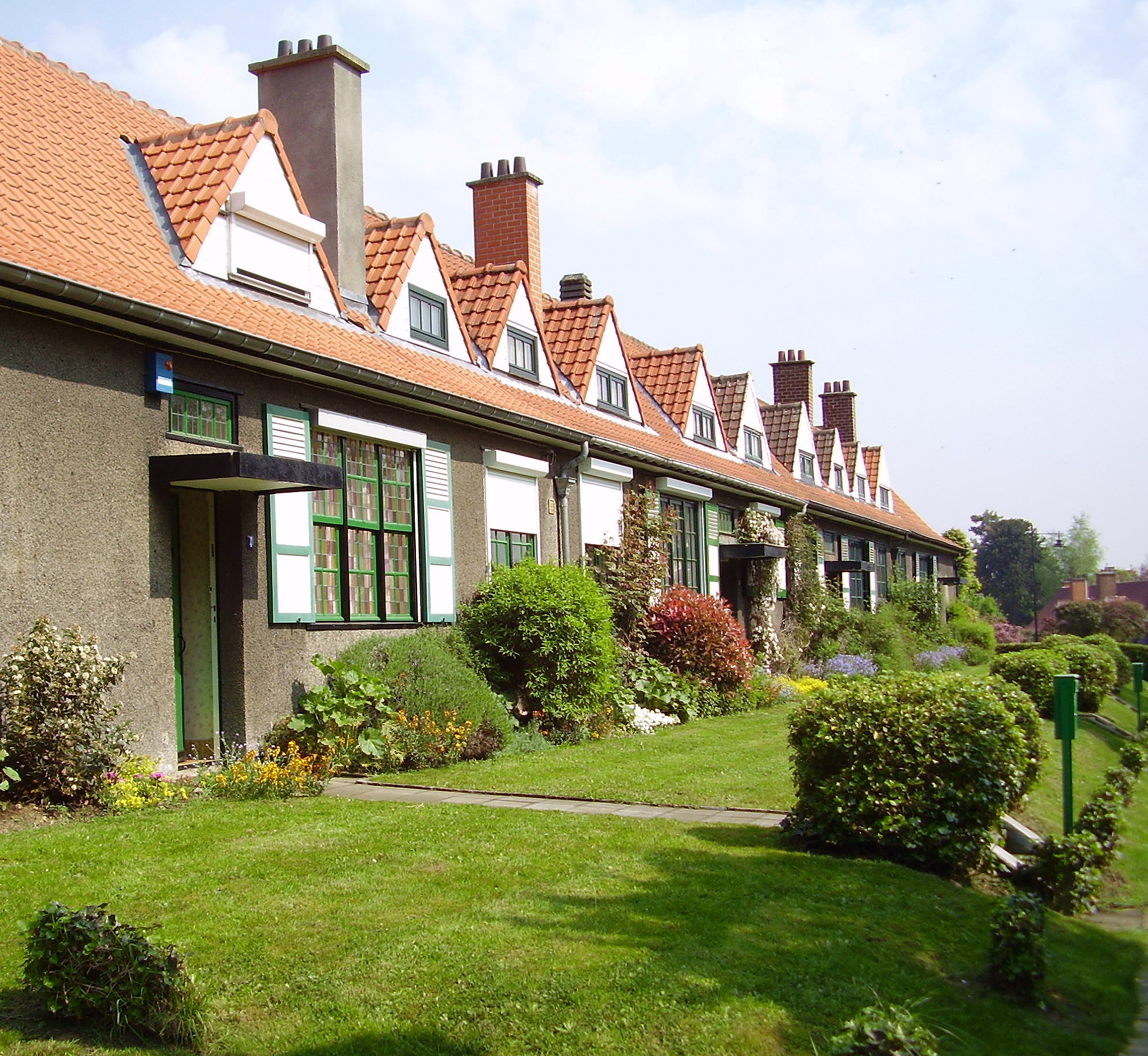
Jellegzetes utcarészlet - Le Logis

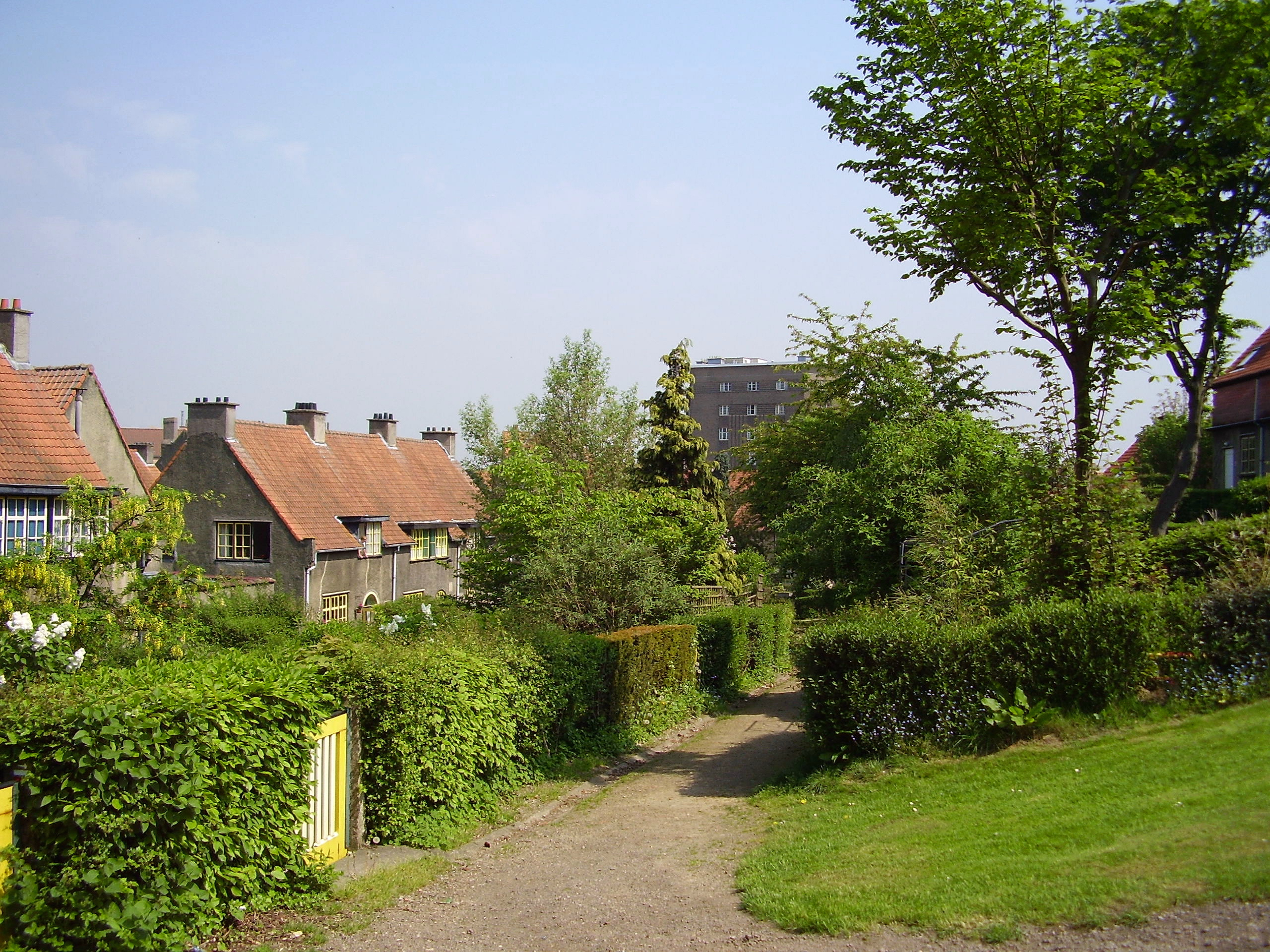
Utcarészlet - Floris

A kerületben található Brüsszel legnagyobb és legismertebb városi kertjei, a Le Logis et le Floréal , amelyet az első világháború után alakítottak ki. A parkot, valamint a lakóházakat Louis Van der Swaelmen várostervező mérnök és Jean Jules Eggericx építész tervezték, akiket az angol Ebenezer Howard munkái ihlettek meg. Bár a legtöbb esetben a kettőt között nem tesznek különbséget, de a Floreal harmonikusabb, természetesebb képet mutat, míg a Logis jól megtervezett, szabályos utcákból áll, amelyek háromszög vagy trapéz alakban futnak össze.

## Híres lakosok
- Roger Somville (1923–) belga festő
- Fernand Verhaegen (1883, Marchienne-au-Pont, Charleroi - 1975), vallon festő és néprajzkutató
- Rik Wouters (1882, Mechelen - 1916, Amszterdam) belga festő és szobrász, a rue de la Sapinière-en lakott 1907 és 1914 között
- Hergé (Georges Rémy), a Tintin-képregények megalkotója az avenue Delleur-en lakott.

## Testvérvárosok
- Chantilly, Franciaország
- Annan, Skócia